# Serviço de Delegados dos Estados Unidos
O United States Marshals Service (USMS) ou abreviadamente U.S. Marshals é uma agência de aplicação da lei e um órgão de polícia federal dos Estados Unidos da América, pertencente ao respectivo Departamento de Justiça. O nome deste órgão é ocasionalmente traduzido para a língua portuguesa como "Serviço de Delegados de Polícia dos Estados Unidos".  
Embora o USMS tenha sido fundado oficialmente em 1969, o cargo de U.S. Marshal constitui a mais antiga autoridade de aplicação da lei federal nos Estados Unidos, tendo sido instituído em 1789. 
Ainda que a tradução literal de marshal para o português seja "marechal", o termo designa um cargo equivalente ao de antigo "meirinho". Nos países de língua portuguesa não há modernamente cargos com funções equivalentes às de marshal, sendo que os que mais se aproximariam seriam os de "oficial de justiça" e de "delegado de polícia " (no Brasil).
Os U.S. Marshals fazem parte do Departamento de Justiça dos Estados Unidos - e, por consequência - do poder executivo daquela união federal; porem estão ligados ao ramo judiciário do governo: são o braço fiscalizador dos tribunais federais dos Estados Unidos e responsáveis pela proteção do interior e entorno dos edifícios judiciais da união, além de garantirem o funcionamento eficaz do sistema judicial; e - principalmente - garantir a integridade da Constituição dos Estados Unidos. 
O serviço cuida na segurança dos tribunais e no transporte de presos, cumpre mandados de prisão e busca foragidos. Também é responsável pelas investigações inerentes ao dever de capturar prisioneiros federais, ou seja, cumpre simultaneamente as funções dos oficiais de justiça e dos policiais em nível federal. 
Membros dos três poderes (executivo, legislativo e judiciário), assim como policiais federais, estaduais e locais (condaduais, paroquiais da Luisiana e municipais) podem ser comissionados como Delegados Federais dos Estados Unidos (Deputy U.S. Marshall), o cargo básico da organização. Seu equivalente nos condados dos EUA e na Cidade de Nova York é o de delegado a serviço do Xerife (Sheriff's deputies).

## Imagens
- Equipamentos utilizados
- Delegados Federais e oficiais do Departamento de Polícia Metropolitana de Las Vegas durante um procedimento de "toque e anuncie"
- Delegados Federais escoltando um prisioneiro no tribunal
- Agente guardando prisioneiros
- Um Delegado Federal dos Estados Unidos em um voo "Con Air" (transporte de presos)
- Bat Masterson (segundo a direita de pé), Wyatt Earp (segundo a esquerda sentado) e outros delegados durante a era do Velho Oeste